# Chick Bill
Chick Bill ist ein von Tibet geschaffener frankobelgischer Comic.

## Handlung
Der Held der Westernserie ist Chick Bill, der von einem kleinen Indianerjungen, genannt Kleiner Pudel, begleitet wird. Die Abenteuer bestreiten beide mit dem cholerischen Sheriff Dog Bull und seinem Gehilfen Kid Ordinn.

## Hintergrund
Raymond Leblanc, der Verleger von Tintin, gab 1952 Tibet den Auftrag zu dieser humoristischen Westernserie, die 1953 erstmals in Junior, der Kinderbeilage der Illustrierten Chez Nous sowie im flämischen Ons Volkske, erschien. Um auch in Tintin zu veröffentlichten, gab Tibet im vierten Band die Darstellung vermenschlichter Tierfiguren zugunsten einer halbrealistischen Darstellungsweise auf. Maurice Rosy, René Goscinny, Greg und André-Paul Duchâteau schrieben an den Texten mit.
Die Serie erschien in den Jahren 1953 bis 1973 in Junior sowie zwischen 1955 und 1980 in der belgischen und zwischen 1956 und 1988 in der französischen Ausgabe von Tintin. Weitere Episoden kamen in Hello Bédé zum Abdruck. Einige Kurzgeschichten erschienen in Super Tintin. Neben den Alben gab Le Lombard auch eine Gesamtausgabe heraus. Im deutschsprachigen Raum veröffentlichte Bastei zwanzig Hefte, Feest drei Alben und das neue Zack eine einzelne Geschichte.

## Alben

### Vorabdruck in Junior
- Chick Bill contre l’invisible (1953)
- Les Carottes sont cuites (1953–1954)
- La Route d’acier (1954)
- Kid Ordinn le rebelle (1954–1955)
- L’Étrange M. Casy Moto (1955–1956)
- La Tête de pipe (1956)
- Ko-Klox-Klan (1956)
- La Grotte mystérieuse (1956–1957)
- Le Monstre du lac[13] (1957–1958)
- Alerte à Maraccas[13] (1958–1959)
- Le Trésor du gros magot[13] (1959)
- Les Disparus du Mirific[13] (1959–1960)
- Le Dernier des bull[13] (1960)
- L’Arme à gauche[13] (1960–1961)
- L’Ennemi aux cent visages[13] (1961)
- Le Réveil du Patratomac[13] (1961–1962)
- Les Millions de Kid Ordinn[13] (1962)
- Territoire 22[13] (1962–1963)
- Le 6ème desperado[13] (1963)
- 36 étoiles[14] (1963–1964)
- Tempête rose[13] (1964–1965)
- La Ruée vers l’eau[14] (1965)
- L’Épée ou la gachette[14] (1965–1966)
- Le Signe des Bréchignac[14] (1966)
- L’Énigmatique Tibet[14] (1966–1967)
- Le Roi d’Eclosh[14] (1968–1969)
- Le Captif d’Eclosh[14] (1969)
- La Bande à Kid Ordinn (1970)
- L’Étoile d’A. Rainier[14] (1973)

### Vorabdruck in Tintin
- Les Diables à quatre[15] (1955–1956)
- Les Deux visages de Kid Ordinn (1956–1957)
- La Bonne mine de Dog Bull[16] (1957)
- La Maison du plus fort[13] (1957–1958)
- Le Tête au mur[13] (1958)
- Shérif à vendre[13] (1958–1959)
- Montana Kid[13] (1959–1960)
- Mort au rat[13] (1960)
- La Peur bleue[13] (1960–1961)
- Le Dynamiteur[13] (1961)
- Le Témoin du Rio Grande[13] (1962)
- Les Déserteurs[13] (1962–1963)
- Panique à K.O. Corral[13] (1963)
- Trois coups pour le sénateur[13] (1964)
- Kid-la-gachette[13] (1964)
- Le Rapace de Wood-City[14] (1965)
- Ces merveilleux fous[14] (1966)
- L’Arme secrète de Kid Ordinn[14] (1967–1968)
- Le Filon fêlé du filou félon[14] (1968)
- Le Troc truqué de Dog Bull[14] (1969)
- L’Innocent du village[14] (1970)
- Le Cow-boy de fer[14] (1971)
- Le Dur de dur des durs de durs[14] (1972)
- Casanova Kid[14] (1974)
- Le Chaud fauve et le faux chauve[14] (1975)
- La Voyante qui voyait double[14] (1977–1978)
- L’Aidant de l’amer (1988)
- Le Convoi rouge (1990)
- Les Deux visages de Kid Ordinn (1992)

### Direktvertrieb Lombard
- L’Âne à Lana (1995)
- L’Ami noir (1997)
- Le Persan à sornettes (1998)
- À la recherche du taon perdu (1999)
- L’Homme qui a tempêté (2000)
- Guère épais (2001)
- La Fille au père vert (2002)
- Le Faux mage de Hollande (2004)
- Maligne Claire (2005)
- L’Hideux Zorfeline (2007)
- Le Secret du géant Flure (2008)
- Qui veut gagner des filons (2010)